# Kangju

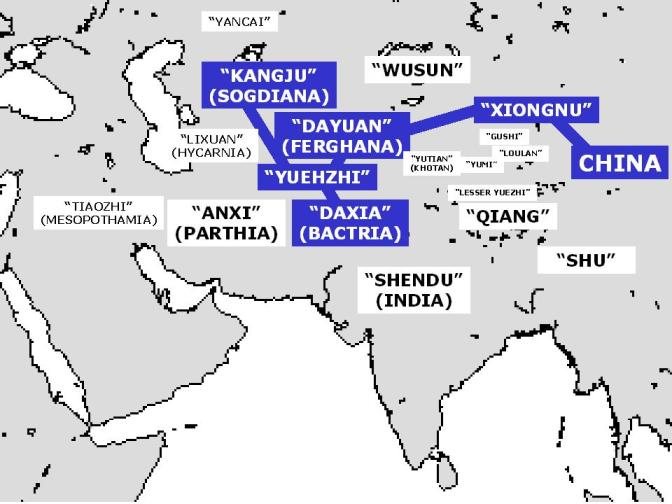
Stati descritti nel resoconto di Zhang Qian. Quelli visitati sono evidenziati in blu

Kangju (cinese: 康居) era il nome di un'antica popolazione e del relativo regno in Asia centrale. Si trattava di una federazione nomade la cui origine etnica e linguistica è sconosciuta, che divenne per un paio di secoli la seconda potenza della Transoxiana dopo gli Yuezhi.
Shiratori Kurakichi pensa che l'etnia dei K'ang-chü sia turca, basandosi su studi dei testi, mentre altri studiosi tendono a considerarli iraniani o Tocari.

## Storia
I Kangju furono citati dal viaggiatore e diplomatico cinese Zhang Qian, che visitò l'area attorno al 128 a.C.:
(Sima Qian, "Records of the Great Historian, Han Dynasty II", tradotto da Burton Watson, edizione rivisitata (1993) Columbia University Press, p. 234. ISBN 0-231-08167-7)
Al tempo di Hanshu (ovvero tra il 125 a.C. ed il 23 a.C.), Kangju si era espansa considerevolmente, diventando una nazione di 600 000 persone, con 120 000 uomini in grado di impugnare armi. Kangju è a questo punto diventata a tutti i diritti una grande potenza. In questo periodo prese il controllo di Dayuan e Sogdiana, in cui controllava i "cinque re minori" (小王五).
Il regno di Yancai (letteralmente "Vasta Steppa"), centrata strategicamente nei pressi della costa settentrionale del mare Aral sul ramo settentrionale della via della seta, e con 100 000 "arcieri addestrati", divenne una dipendenza di Kangju.
La biografia del generale cinese Ban Chao in Hou Hanshu dice nel 94 d.C. che gli Yuezhi stavano combinando un matrimonio tra il loro re ed una principessa Kangju. Il cinese inviò quindi "considerevoli regali di seta" agli Yuezhi guadagnandosi il loro aiuto nel tentativo di convincere i Kangju a smettere di sostenere il re di Kashgar contro di loro.
Il racconto riguardante le 'Regioni Occidentali' contenuto nell'Hou Hanshu, basato su un resoconto all'imperatore cinese fatto attorno al 125, dice che, in quel periodo, Liyi 栗弋 (= Suyi 粟弋 = Sogdiana), e sia i "vecchi" Yancai (che nel frattempo avevano cambiato il proprio nome in Alanliao e sembravano aver espanso il proprio territorio fino al mar Caspio) che gli Yan, una nazione a nord i Yancai, oltre alla strategica città di "Wuyi settentrionale" 北烏伊 (Alessandria Eschate, o moderna Chujand), dipendevano tutte dagli Kangju.
Il Weilüe del III secolo afferma che Kangju fu tra le numerose nazioni che "erano esistite in precedenza e né erano cresciute né si erano ridotte", ma in quel periodo i regni di Liu, Yan e Yancai/Alani non erano più vassalli dei Kangju.
Kangju mantenne la propria indipendenza e proseguì ad inviare diplomatici in Cina fino alla fine del III secolo. Poco dopo, il loro potere iniziò a diminuire e furono assorbiti dall'impero degli Unni bianchi.

## Etnonimo
Kangju (康居) era il nome cinese con cui si indicava il bacino del Talas, Tashkent e Sogdiana. Non è chiaro se il nome sia a tutti gli effetti un etnonimo o se sia semplicemente descrittivo. Ju (居) può significare "insediarsi", "prendere dimors" o "occupare (militarmente)". Il termine potrebbe semplicemente significare "casa dei Kang", o "territorio occupato dai Kang". Il carattere kang (康) significa letteralmente "pacificamente", "felice", cosicché Kangju potrebbe anche essere tradotto in "terra della pace" o "terra del [popolo] pacifico". Anche se il termine Kangju fosse stato in origine un tentativo di trascrivere un nome straniero, potrebbe avere in seguito assunto il significato di "luogo pacifico" per coloro che parlavano cinese, ed il nome Kang avrebbe poi indicato un popolo pacifico. Kangju veniva definito "Stato di Kang" (康国) durante le dinastie Sui e Tang, anche se in quel tempo l'area era governata dal khaganato di Göktürk. Questa cosa depone a favore del fatto che il regno prendesse il nome da un popolo noto ai cinesi come Kang.